# The Pretty Reckless
The Pretty Reckless — рок-гурт з Нью-Йорку який очолює акторка, модель та співачка Тейлор Момсен. Спочатку гурт повинен був називатися The Reckless, але його змінили на The Pretty Reckless через проблеми з авторським правом на назву. Дебютний альбом гурту, Light Me Up, було видано 30 серпня 2010 року. Перший сингл «Make Me Wanna Die» вийшов 13 травня 2010 і посів перше місце в UK Rock Chart.

## Історія
Гурт був створений в жовтні 2008 року. До першого складу входили Джон Секоло, Метт Чиареллі і Нік Карбон. На початку 2009 року The Pretty Reckless випустили кілька демо-записів і виступали на розігріві у The Veronicas. 4 червня 2009 року Момсен вирішила розлучитися з членами гурту через розбіжність у музичних смаках і запросила нових музикантів. Гурт підписав контракт з лейблом Interscope Records і випустив дебютний альбом 30 серпня 2010 року. В одному з інтерв'ю Тейлор Момсен заявила, що стиль гурту буде «несподіваним», з важким звучанням, але одночасно з дотепними і легкими рисами; на нього вплинули такі гурти як Marilyn Manson, The Beatles, Oasis і Nirvana; особисто на Момсен вплинули Мерилін Менсон, Курт Кобейн і Джоан Джетт.
30 грудня 2009 року гурт випустив пісню «Make Me Wanna Die», яка була доступна для вільного завантаження протягом деякого часу на сторінці гурту та на сайті Interscope Records. Пісня увійшла в саундтрек до фільму Пипець і стала першим офіційним синглом гурту. «Make Me Wanna Die» досяг першого місця у чарті UK Rock Chart і займав його 6 тижнів.
Перший EP гурту вийшов 22 червня 2010 року. Більшості критиків сподобалася музика, хоча журнал Rolling Stone назвав їх звучання «звичайним». До EP The Pretty Reckless увійшло 4 композиції, 3 з яких далі увійшли в альбом: «Make Me Wanna Die», «My Medicine» і "Goin 'Down ".
Альбом «Light Me Up» вийшов 30 серпня 2010 року у Великій Британії і 31 серпня — в інших країнах. Другим синглом стала композиція «Miss Nothing». Відео на пісню «Miss Nothing» вийшло 20 липня.
В 2012 році світ побачили два сингли з альбому «Light Me Up» — «You» і «My Medicine». Також було відзнято кліпи для цих пісень.
6 жовтня 2012 року вийшов саундтрек для короткометражного художнього фільму Тіма Бертона «Франкенвіні». 1 листопада 2012 Тейлор Момсен повідомила через свою Twitter сторінку, що їх студія була зруйнована ураганом Сенді. 11 листопада вийшов четвертий синнгл The Pretty Reckless «Kill me».
9 січня 2013 з'явилося відео акустичної версії пісні «Cold Blooded» у виконанні Тейлор Момсен та Бена Філліпса.
17 червня 2013 у світ вийшов перший трек з другого альбому під назвою «Follow Me Down». А сам другий за рахунком альбом гурту, Going to Hell, вийшов 18 березня 2014 року.
Реліз третього студійного альбому Who You Selling For відбувся 21 жовтня 2016 року.
12 лютого 2021 року вийшов четвертий студійний альбом — Death by Rock and Roll.

## Дискографія
Студійні альбоми
- Light Me Up (2010)
- Going to Hell (2014)
- Who You Selling For (2016)
- Death by Rock and Roll (2021)
- Other Worlds (2022)

EP
- The Pretty Reckless (2010)
- Hit Me Like A Man (2012)

Сингли
- «Make Me Wanna Die» (2010)
- «Miss Nothing» (2010)
- «Just Tonight» (2010)
- «Kill Me» (2012)
- «Going to Hell» (2013)
- «Heaven Knows» (2013)
- «Messed up World» (2014)
- «House on a Hill» (2014)
- «Death By Rock And Roll» (2020)
- «Death by Rock and Roll (Acoustic Version)»(2020)
- «Broomsticks» (2020)
- «25» (2020)
- «Only You» (2020)
- «And So It Went» (2021)
- «Only Love Can Save Me Now (Acoustic)» (2021)
- «Got So High (Remix)» (2022)
- «Harley Darling (Acoustic)» (2022)

Кліпи
- «Make Me Wanna Die» (2010)
- «Miss Nothing» (2010)
- «Just Tonight» (2010)
- «You» (2012)
- «My Medicine» (2012)
- «Going to Hell» (2013)
- «Heaven Knows» (2014)
- «Messed up World» (2014)
- «House on a Hill» (2014)
- «Oh My God» (2016)
- «Take Me Down» (2016)
- «Death By Rock And Roll» (2021)
- «Only Love Can Save Me Now» (2021)
- «And So It Went» (2021)
- «25» (2021)
- «Got So High» (2021)
- «The Keeper» (2022)
- «25 (Acoustic)» (2022)
- «Only Love Can Save Me Now (Acoustic)» (2022)
- «Death by Rock and Roll (Acoustic)» (2022)
- «Halfway There» (2022)
- «Harley Darling (Acoustic)» (2022)

## Склад гурту

### Поточний
- Тейлор Момсен (з 2009) — вокал, ритм-гітара
- Бен Філіпс (з 2010) — гітара, бек-вокал
- Марк Деймон (з 2010) — бас-гітара
- Джеймі Перкінс (з 2010) — ударні

### Колишні учасники
- Джон Секоло (2009 —2010) — гітара
- Мет Чіареллі (2009 —2010) — бас-гітара
- Нік Карбон (2009 —2010) — ударні